# Голямата ваканция
„Голямата ваканция“ (на френски: Les grandes vacances) е френско-италианска кинокомедия от 1967 г. на френския кинорежисьор Жан Жиро. Сценарият е на Жан Жиро и Жак Вилфрид. Главната роля на Шарл Боске се изпълнява от френския киноартист Луи дьо Фюнес. В ролята на Изабел Боске е френската киноактриса Клод Жансак. В ролята на Филип Боске е френският киноартист Франсоа Леча. В ролята на Жерар Боске е френският киноартист Оливие дьо Фюнес.

## Сюжет
Внимание:  Текстът по-долу разкрива сюжета на произведението (или части от него)!
Г-н Шарл Боске е авторитетен училищен директор, който е изключително стриктен към своите ученици. Той има двама синове. По-големият е Филип, а по-малкият Жерар. Когато синът му Филип се проваля на изпит, Шарл решава да го изпрати през ваканцията в Англия на кратък обмен, за да си спести по-нататъшните унижения в училището. Но макар, че Филип се е провалил на изпита, се оказва, че никак не е глупав.

## В ролите
| Актьор           | Роля            |
| ---------------- | --------------- |
| Луи дьо Фюнес    | Шарл Боске      |
| Клод Жансак      | Изабел Боске    |
| Мартине Кели     | Шърли Мак Фарел |
| Оливие Дьо Фюнес | Жерар Боске     |
| Франсоа Леча     | Филип Боске     |
| Ферди Мейн       | Мак Фарел       |
| Морис Риш        | Стефан Мишоне   |